# Liste kroatischer Komponisten klassischer Musik
Dies ist eine Liste kroatischer Komponisten klassischer Musik, chronologisch geordnet.
- Ivan Lukačić (1587–1648)
- Vinko Jelić (1596–1636)
- Luka Sorkočević (1734–1789)
- Josip Raffaelli (1767–1843)
- Antun Sorkočević (1775–1841)
- Ferdo Livadić (1799–1879)
- Dragotin Turányi (1805–1873)
- Vatroslav Lisinski (1819–1854)
- Ivan Zajc (1832–1914)
- Vjekoslav Rosenberg-Ružić (1870–1954)
- Blagoje Bersa (1873–1934)
- Antun Dobronić (1878–1955)
- Josip Hatze (1879–1959)
- Fran Lhotka (1883–1962)
- Dora Pejačević (1885–1923)
- Krsto Odak (1888–1965)
- Božidar Širola (1889–1956)
- Žiga Hirschler (1894–1941)
- Milan Majer (1895–1967)
- Jakov Gotovac (1895–1982)
- Josip Štolcer-Slavenski (1896–1955)
- Boris Krnic (1900–1979)
- Marko Tajčević (1900–1984)
- Petar Dumičić (1901–1984)
- Rudolf Matz (1901–1988)
- Tihomil Vidošić (1902–1973)
- Božidar Kunc (1903–1964)
- Milo Cipra (1906–1985)
- Boris Papandopulo (1906–1991)
- Alfred Švarc (1907–1986)
- Krešimir Fribec (1908–1996)
- Bruno Bjelinski (1909–1992)
- Ivana Lang (1912–1983)
- Ivo Lhotka-Kalinski (1913–1987)
- Ivo Kirgin (1914–1964)
- Stjepan Šulek (1914–1986)
- Natko Devčić (1914–1997)
- Mladen Stahuljak (1914–1996)
- Branimir Sakač (1918–1979)
- Dubravko Stahuljak (1920–1988)
- Milko Kelemen (1924–2018)
- Ivo Malec (1925–2019)
- Miroslav Miletić (1925–2018)
- Lovro Županović (1925–2004)
- Ruben Radica (1931–2021)
- Anđelka Bego-Šimunić (1941–2022)
- Davorin Kempf (1947–2022)
- Ivo Josipović (* 1957)
- Branko Ivanković (* 1968)
- Dario Cebić (* 1979)
- Sara Glojnarić (* 1991)